# Тальхестан (Марказі)
Тальхестан (перс. تلخستان) — село в Ірані, у дегестані Мальмір, у бахші Сарбанд, шагрестані Шазанд остану Марказі. За даними перепису 2006 року, його населення становило 183 особи, що проживали у складі 51 сім'ї.

## Клімат
Середня річна температура становить 12,22°C, середня максимальна – 30,83°C, а середня мінімальна – -10,08°C. Середня річна кількість опадів – 311 мм.
| Клімат поселення                              | Клімат поселення | Клімат поселення | Клімат поселення | Клімат поселення | Клімат поселення | Клімат поселення | Клімат поселення | Клімат поселення | Клімат поселення | Клімат поселення | Клімат поселення | Клімат поселення | Клімат поселення |
| Показник                                      | Січ.             | Лют.             | Бер.             | Квіт.            | Трав.            | Черв.            | Лип.             | Серп.            | Вер.             | Жовт.            | Лист.            | Груд.            |                  |
| Середній максимум, °C                         | 9,44             | 10,72            | 14,92            | 20,42            | 24,86            | 30,83            | 30,58            | 30,16            | 26,06            | 20,78            | 14,18            | 8,55             |                  |
| Середня температура, °C                       | −0,32            | 0,98             | 5,18             | 10,66            | 15,09            | 21,06            | 24,51            | 24,12            | 20,01            | 14,72            | 8,10             | 2,48             |                  |
| Середній мінімум, °C                          | −10,08           | −8,78            | −4,59            | 0,90             | 5,32             | 11,30            | 18,45            | 18,06            | 13,95            | 8,65             | 2,06             | −3,58            |                  |
| Норма опадів, мм                              | 51               | 43               | 56               | 39               | 32               | 7                | 1                | 1                | 1                | 6                | 29               | 45               |                  |
| Середньомісячна швидкість вітру, м/с          | 1.86             | 2.62             | 3.07             | 2.77             | 2.63             | 2.50             | 2.64             | 2.36             | 2.31             | 2.18             | 2.00             | 1.38             |                  |
| Середньомісячна сонячна радіація, кДж/м²·день | 9326             | 12517            | 15148            | 18503            | 22499            | 27022            | 26018            | 24267            | 21430            | 15958            | 11218            | 9183             |                  |
| --------------------------------------------- | ---------------- | ---------------- | ---------------- | ---------------- | ---------------- | ---------------- | ---------------- | ---------------- | ---------------- | ---------------- | ---------------- | ---------------- | ---------------- |
| Джерело:                                      |                  |                  |                  |                  |                  |                  |                  |                  |                  |                  |                  |                  |                  |